# Santa Cruz de la Sierra
Pour les articles homonymes, voir Santa Cruz de la Sierra (homonymie) et Santa Cruz.
Santa Cruz de la Sierra, ou simplement Santa Cruz, est une ville de Bolivie, capitale du département de Santa Cruz et chef-lieu de la province d'Andrés Ibáñez. Située dans les plaines orientales du pays, elle se trouve à une altitude de 416 m. Santa Cruz de la Sierra est la ville la plus peuplée de Bolivie avec 1 594 823 habitants en 2009. Alors que Sucre est la capitale officielle de la Bolivie et La Paz, la capitale administrative, Santa Cruz est considérée comme la capitale économique.

## Géographie et climat
- La ville de Santa Cruz de la Sierra, se trouve sur la rive droite du río Piraí, lequel coule vers le nord pour déboucher dans le río Yapacaní, lui-même tributaire du río Grande ou Guapay, qui rejoint le río Mamoré. Elle est donc située dans le bassin amazonien.
- Elle est construite à une altitude de 416 mètres, dans ce qu'on appelle en Bolivie les plaines orientales. Celles-ci font en fait partie du Chaco septentrional.
- La température moyenne annuelle est de 23,4 °C, le climat y est subtropical. Bien qu'il y fasse généralement chaud, la ville est quelquefois traversée par des vents froids appelés les Surazos.

| Températures à Santa Cruz |                |               |                 |
| Printemps                 | Été            | Automne       | Hiver           |
| Août et septembre         | Octobre à mars | Avril et mai  | Juin et juillet |
| De 16 à 30 °C             | De 22 à 38 °C  | De 16 à 30 °C | De 8 à 25 °C    |

## Histoire

### Fondation
Santa Cruz de la Sierra, « Sainte-Croix de la Montagne », est fondée la première fois le 26 février 1561 par le conquistador Ñuflo de Chávez qui choisit ce nom en l'honneur de sa ville natale d'Estrémadure en Espagne. Située alors à 220 kilomètres à l'est de son emplacement actuel, à proximité de ce qui sera plus tard la mission de San José de Chiquitos, le bourg de Santa Cruz devait servir, aux yeux de son fondateur, de camp de base pour la découverte et la conquête de la terre riche appelée aussi Candiré ou Mojos dont il supposait l'existence et qui promettait à ceux qui s'en empareraient plus de richesses encore que celles sur lesquelles les conquérants de l'empire inca avaient fait main basse. Ñuflo de Chávez ne pourra cependant pas mettre à exécution ses desseins : il sera assassiné par les indiens Itatines en 1568.
Isolés des colonies espagnoles du Paraguay et du Pérou, partagés par les rivalités de pouvoirs, en proie aux soulèvements des populations indigènes, les habitants de Santa Cruz ne parvinrent pas à voir leur bourg se développer. S'ils cultivèrent longtemps le mythe de l'existence de terres riches à découvrir, ils furent contraints d'abandonner le lieu où ils s'étaient initialement installés et concoururent à créer puis rejoignirent San Lorenzo de la Barranca ou San Lorenzo de la Frontera, autre colonie espagnole fondée en 1590 au pied des Andes par le gouverneur de la province de Santa Cruz Lorenzo Suarez de Figueroa. Pendant longtemps les noms de San Lorenzo et de Santa Cruz seront employés conjointement pour ce bourg et la province dont elle était devenue le chef-lieu, mais le nom de la fondation la plus ancienne et de la province finira par s'imposer.
Les vestiges archéologiques de la ville qu'on appelle maintenant « Santa Cruz la Vieja » (l'ancienne Santa Cruz) au sud de San José de Chiquitos, peuvent toujours être visités.

### Aujourd'hui
La ville au sens moderne est récente. Les travaux d'envergure entrepris depuis les années 2000, ont littéralement changé l'économie et la physionomie de Santa Cruz, qui est actuellement une des villes les plus dynamiques et prospères d'Amérique du Sud. Même si la pauvreté extrême tend à reculer la petite délinquance augmente régulièrement. Ce qui a entraîné une certaine insécurité. Les quartiers fermés (condominios) se sont développés avec succès, phénomène qui rend les disparités encore plus flagrantes. Les quartiers populaires ceinturent la ville et manquent cruellement d'infrastructures basiques. Néanmoins, l'émergence d'une nouvelle classe moyenne donne l'espoir aux habitants de voir leur ville se développer enfin. Les constructions prennent de la hauteur, malgré un sol sablonneux et instable. La spéculation immobilière atteint des sommets ; certains craignent déjà de voir cette bulle immobilière éclater, à l'image des pays européens. La ville attire néanmoins de plus en plus d'expatriés qui ne trouvent plus de travail en Europe.
La ville a organisé, les 14 et 15 juin 2014, le sommet du G77 réunissant la plupart des pays en développement plus la Chine. La déclaration de Santa Cruz qui en découle vise à « Établir un nouvel ordre mondial pour vivre bien ».

## Population
La ville ne comptait pas plus de 10 000 habitants en 1810, et un siècle plus tard, à peine plus de 18 000 (1910), ce qui représente une croissance démographique très lente tout au long du XIXe siècle. Les historiens disent qu'à cette époque, ne vivaient dans tout l'Orient bolivien (nord de La Paz, Pando, Beni, Santa Cruz, et une partie de Cochabamba) guère plus de 100 000 personnes, dont 65 000 personnes pour le seul département de Santa Cruz. Cet énorme sous-peuplement incita de nombreuses familles indigènes ou étrangères à s'installer sur ces terres inexploitées tout au long du XXe siècle
Divers facteurs comme l'essor des hydrocarbures, l'élevage intensif d'animaux ou le climat plus clément expliquent l'explosion démographique de la ville, mais il est utile de relever les deux principales conséquences :
- une forte migration des départements du reste du pays ;
- une croissance du nombre d'enfants par famille dans le département. L'étendue des terres était telle qu'ils avaient besoin de nombreux bras pour les travailler. Dans bien des cas la moyenne des familles atteignait neuf membres ou plus.

Dès lors la population de la cité qui était de 18 000 habitants en 1910, passa à 57 000 en 1955, puis 325 000 en 1976, 697 000 en 1992, 1 029 471 en 2001, et en 2009 on comptait déjà une population de 1 594 826 habitants.
En 2001, la population de Santa Cruz était constituée à 72 % par des personnes originaires du département lui-même, 25 % immigrants d'autres départements, et les 2 % restants des étrangers et leurs descendants.

## Administration et politique

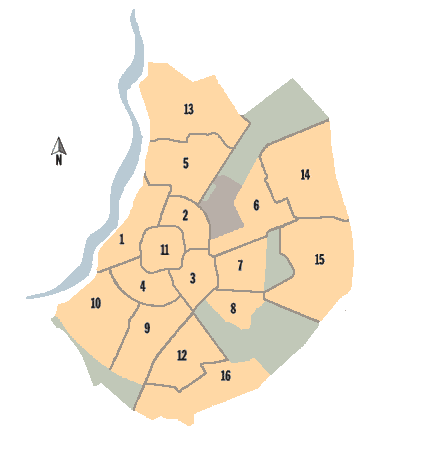
Districts de la ville de Santa Cruz de la Sierra.

La ville est dirigée par le gouvernement autonome municipal de Santa Cruz de la Sierra (en espagnol : Gobierno Autónomo Municipal de Santa Cruz de la Sierra) présidé par le maire de la ville. Jhonny Fernández de l'Unité civique de solidarité occupe cette fonction pour le mandat 2021-2026. Le conseil municipal est formé de onze conseillers municipaux. 

### Subdivisions administratives
La ville est divisée en 15 districts municipaux, qui sont à leur tour, divisés en unités locales et quartiers.
1. Piraí;
2. Norte Integrado;
3. Estación Argentina;
4. El Pari;
5. Norte;
6. Pampa de la Isla;
7. Villa 1.º de Mayo;
8. Plan 3000;
9. Palmasola;
10. El Bajío;
11. Central;
12. Nuevo Palmar;
13. Palmar del Oratorio;
14. Paurito;
15. Montero Hoyos;
16. Urubó.

### Mouvement autonomiste
C'est de la ville que part le mouvement de contestation autonomiste dans l'Est bolivien particulièrement actif en 2008 (voir Présidence d'Evo Morales). Les récriminations de l'époque venaient principalement de la classe dirigeante qui ne souhaitait plus un État centralisé, voulait gérer seule les ressources départementales et donc en recevoir l'entier bénéfice.

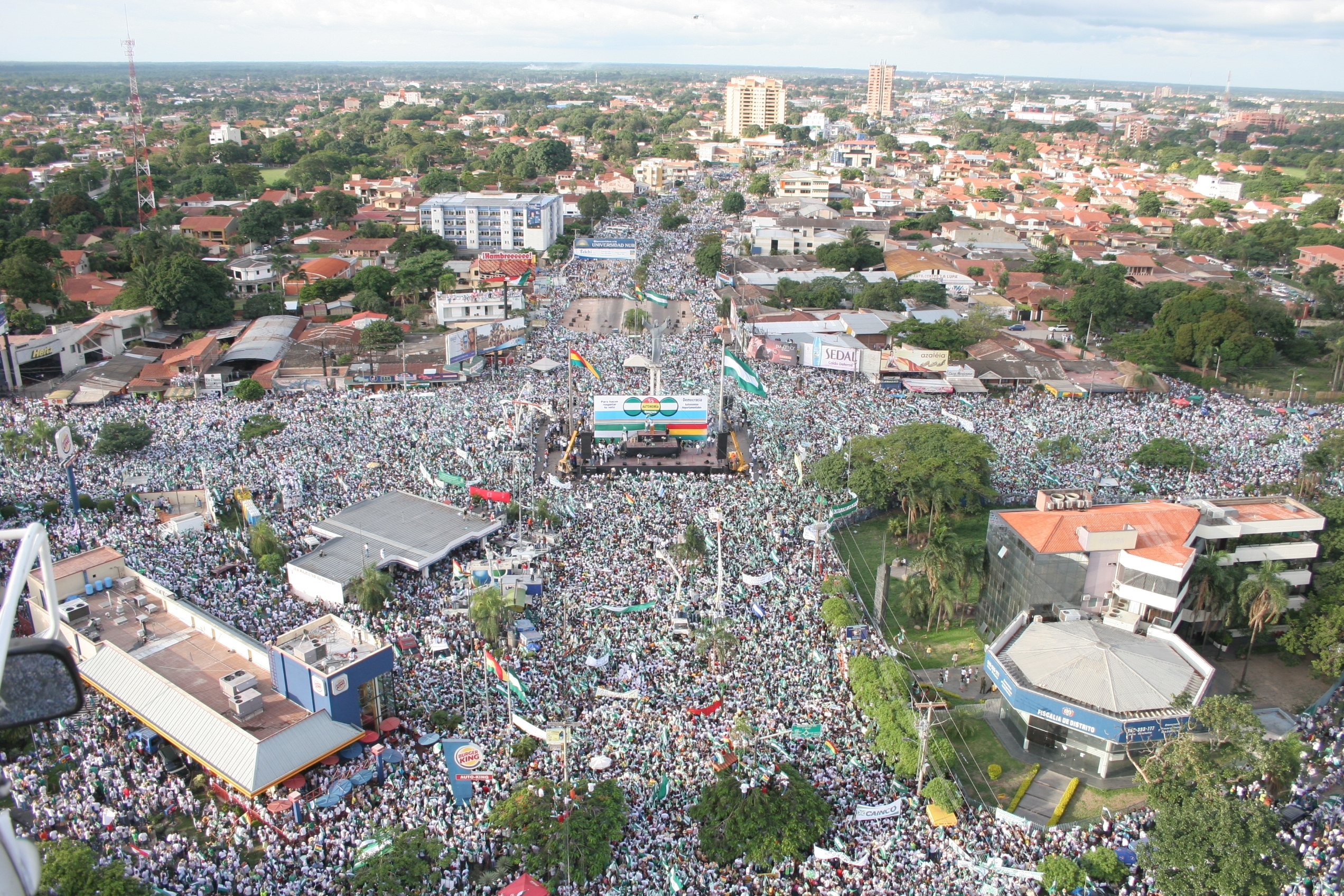
L'appel à l'autonomie de Santa Cruz : le cabildo del millón.

## Transport

### Train
Un chemin de fer relie Santa Cruz au Brésil et à l'Argentine. Les trains arrivent au terminal Bimodal qui sert de gare routière et de gare ferroviaire. C'est le principal point d'accès à la ville.

### Route

#### Réseau national
Santa Cruz est reliée à la ville de Cochabamba par une route au sud, construite dans les années 1950 et qui traverse les plus beaux paysages du pays dont Samaipata (fort inca). Une jonction permet de relier Sucre ; la route n'est cependant plus qu'une piste. Le vieillissement de ce premier tronçon qui désenclava la ville poussa les autorités à en construire un autre par le nord de Santa Cruz, à travers le Chapare, région ayant un très fort potentiel touristique. De nombreuses jonctions permettent de rejoindre notamment Trinidad ou Cobija. Néanmoins, la prudence est de mise, la fabrication de la cocaïne y est très implantée. De plus, les fréquentes pluies influencées par El Niño, endommagent et coupent fréquemment ces voies terrestres. Il existe aussi une route asphaltée vers l'Argentine ainsi qu'une autre, aussi asphaltée, qui relie la ville à la frontière avec le Brésil.

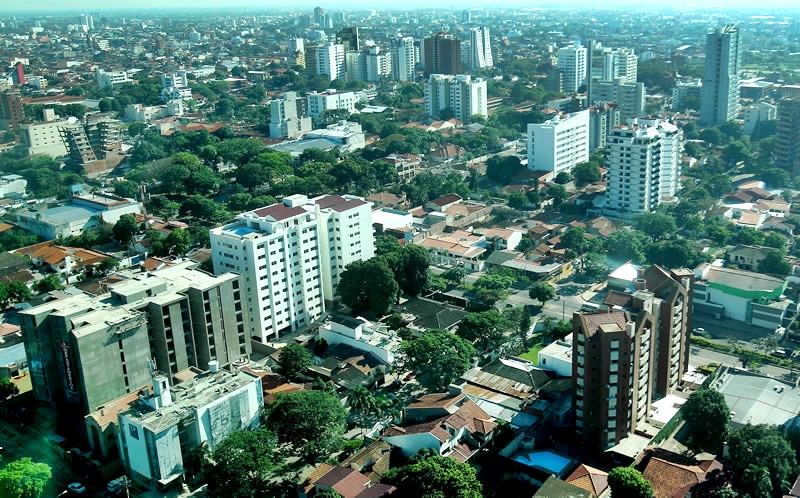
Santa Cruz - Sud.

#### Réseau local
La ville s'est développée en cercles quasi concentriques. Ceux-ci ne sont pas encore tous asphaltés. On peut se promener tout autour du premier arrondissement qui mélange les constructions, buildings, petites maisons privées ou encore ateliers divers. La ville se développe en direction du nord et une avenue principale coupe ces cercles, qui sont au nombre de neuf. De plus, les cercles sont entrecoupés par des avenues secondaires, qui forment des rayons à égale distance les uns des autres. Le tout paraît extrêmement bien organisé. L'avenue initialement appelée Avenida Banzer s'appelle aujourd'hui Cristo Redentor. Elle est achevée de part et d'autre de la chaussée jusqu'aux abords du 5e arrondissement. Plus loin, il manque trottoirs et connexions aux avenues secondaires perpendiculaires.

#### Transports publics
Le trafic motorisé individuel est prédominant dans la ville. L'achat d'une voiture est encore un signe de réussite, ici plus qu'ailleurs. Les 4x4, qui trouvent une réelle utilité ici, sont très nombreux à sillonner la ville.

##### Bus

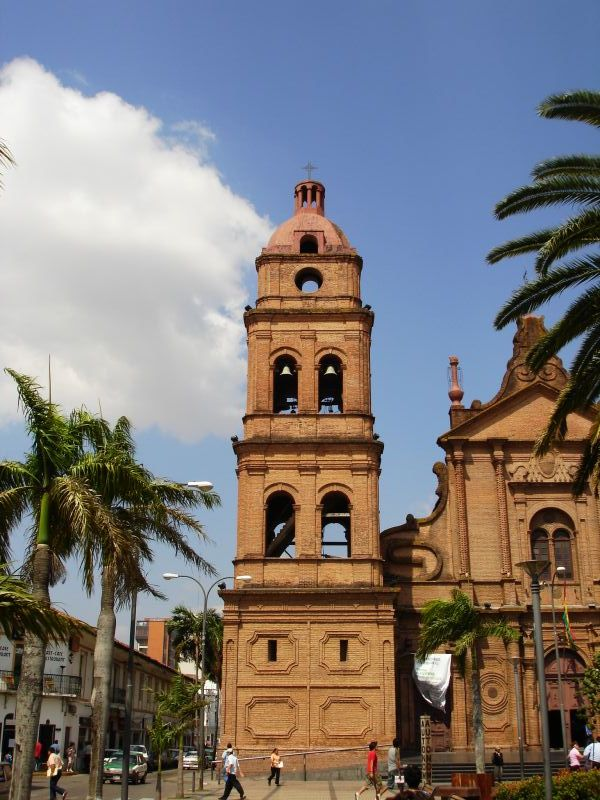
Cathédrale de San Lorenzo.

Il n'existe pas de système de transports publics à proprement parler. Les déplacements sont assurés par des minibus (micros), récupérés du Japon, appartenant à des chauffeurs privés et inscrits dans une coopérative de transport. Chaque chauffeur est propriétaire de son bus et paie une redevance pour exploiter une ligne. Le réseau est certes très développé, mais l'absence de signalétique constitue un des obstacles majeurs au développement de ce système. Les cadences sont élevées, mais l’exiguïté des véhicules n'offre que peu de confort au passager. Il n'existe pas de plan des lignes officielles, d'horaires, ni d'infrastructures dédiées. Le point positif est que sans arrêts fixes, il suffit de faire signe au chauffeur pour qu'il s'arrête et vous laisse embarquer, et lui dire où s'arrêter quand vous voulez descendre.
La ville a émis le souhait de créer un véritable système de transport, mais les syndicats s'opposent farouchement à ce genre de projets, ainsi qu'ailleurs en Bolivie, de peur de perdre leur emploi.

##### Taxis
Les taxis et les trufiis sont nombreux en ville et généralement bon marché. Les truffis sont des taxis partagés qui parcourent un trajet fixe. Ils sont généralement meilleur marché que les taxis traditionnels. Du fait de la délinquance croissante, il est recommandé d'utiliser les radios taxis, facilement identifiables, qui sont constitués en véritables sociétés de transport agréées. Les prix pratiqués sont aussi définis à l'avance.

### Avion

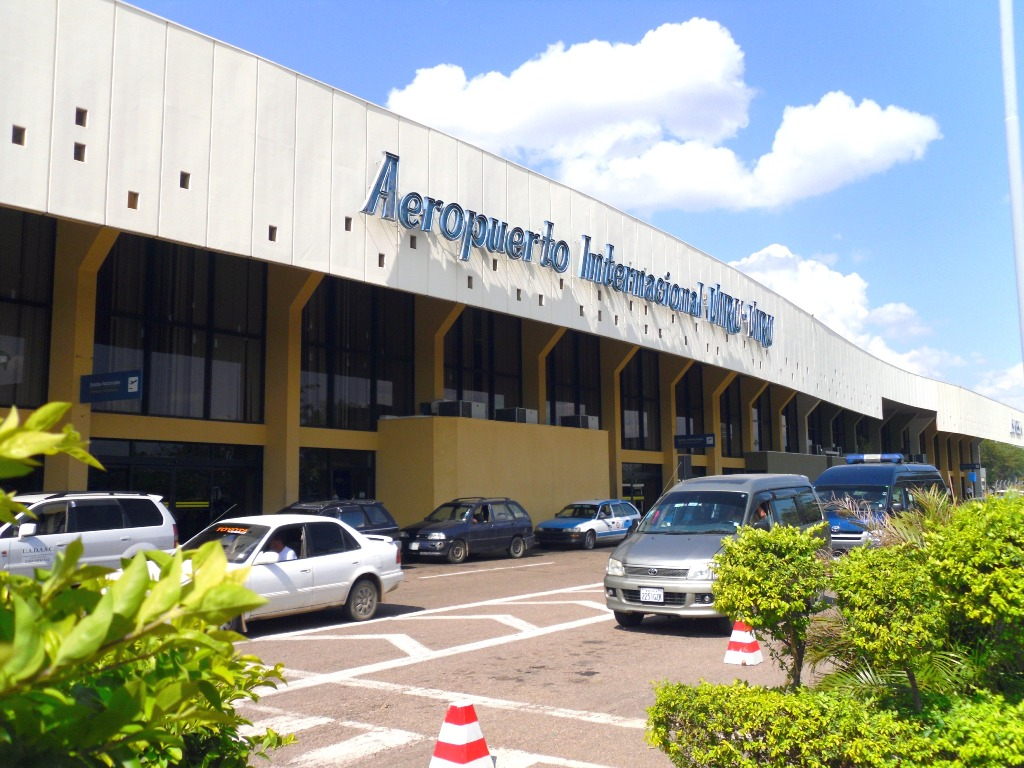
Aéroport international Viru Viru.

L'aéroport international Viru Viru constitue la principale plate-forme aéroportuaire du pays. La majorité des vols internationaux y atterrissent, en premier lieu de par l'altitude de La Paz et Cochabamba, mais aussi car la ville est aujourd'hui la plus peuplée de Bolivie.
L'aéroport El Trompillo est l'ancien aéroport international. Il est encore utilisé par des compagnies régionales comme Amaszonas, Aerocon, Ecojet ou TAM Bolivia pour des vols intérieurs vers Sucre, Tarija, Puerto Suárez, Cochabamba, Trinidad, La Paz et d'autres petites localités du nord du pays.

## Monuments et curiosités

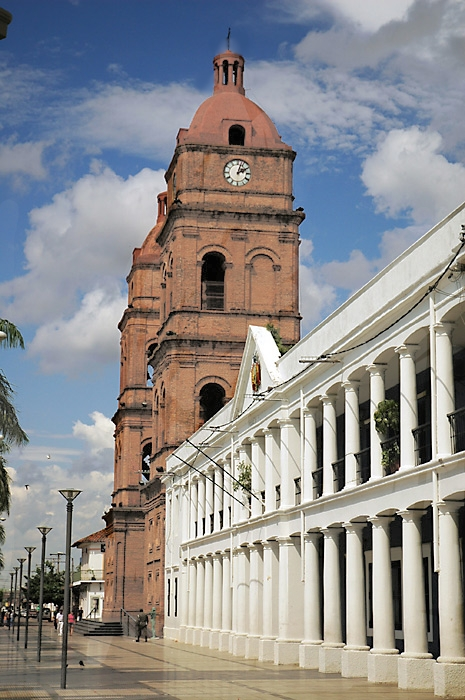
Cathédrale, la Basilica menor de San Lorenzo.

Jusqu'au début du XXe siècle, la ville était assez isolée. De ce fait, de nombreux témoins de la présence espagnole sont notables dans l'architecture coloniale, au cœur de la ville. Celle-ci influence encore certaines constructions modernes. Un nouveau courant plus minimaliste fait son émergence. La disponibilité des terrains à bâtir permet l'édification de nombreux bâtiments originaux et emblématiques dans une ville qui s'est longtemps développée à l'horizontale. Les diverses places et jardins agrémentent le tout.

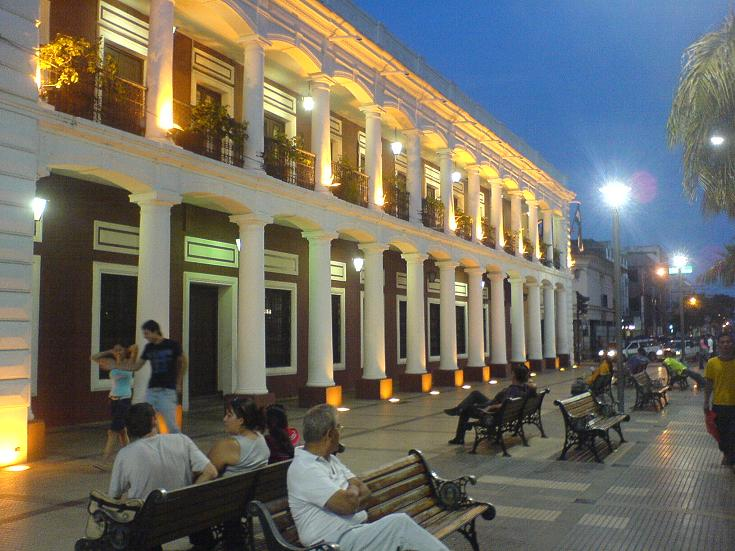
Alcaldia de Santa Cruz, la mairie de Santa Cruz.

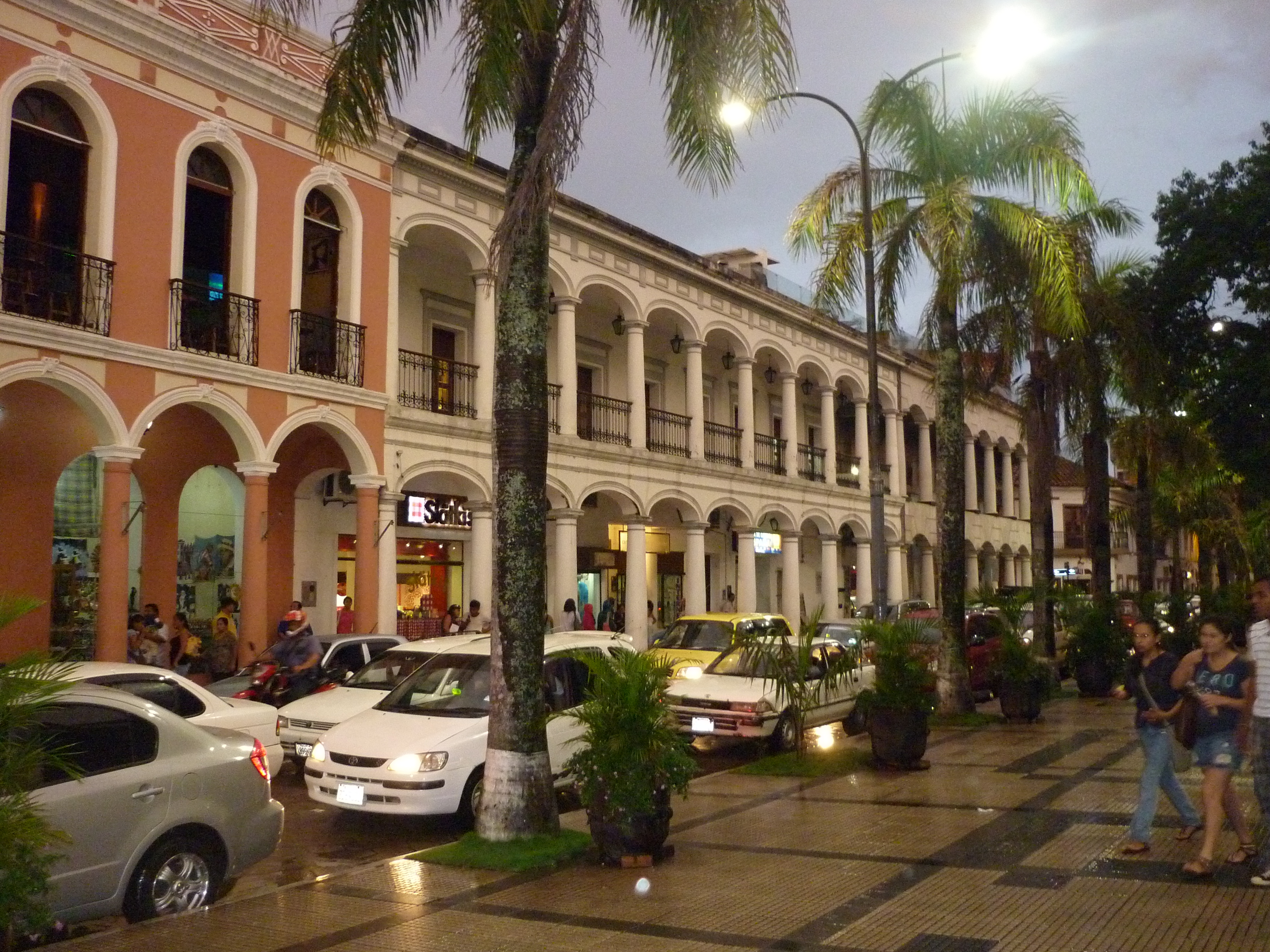
Plaza 24 de Septiembre, la place d'armes de Santa Cruz.

- La Plaza 24 de septiembre, récemment rénovée, est un lieu de détente idyllique. C'est au cœur de la ville que l'on prend son pouls…
- El parque Arenal a totalement été rénové ainsi que sécurisé. Il est l'un des emblèmes de la ville.
- La Plaza Blacutt, un peu plus au sud, invite également au repos. Les nombreux vendeurs ambulants, ou fixes, sauront ravir les plus affamés.
- La Alameda El Trompillo est une zone de détente créée à l'occasion du G77 qui s'est réuni ici en 2014. L'allée est décorée de nombreuses fontaines qui s'illuminent le soir venu.
- La Plaza del estudiante, comme son nom l'indique, est souvent occupée par ceux-ci, qui viennent étudier à l'ombre des palmiers. La Bibliothèque municipale reprend le style de la cathédrale, dont sont si fiers les cruceños.
- El Parque urbano (SCZ) est également un grand jardin où se déroulent de nombreuses manifestations, dont le Carnaval en février, si cher au cœur des habitants.
- Avenida Monseñor Rivero, au nord, et Equipetrol, au nord-ouest, sont les lieux d'attractions nocturne.
- Avenida Irala : de nombreuses boutiques, cafés, banques et sièges administratifs.
- Avenida el Trompillo : cinémas, centre commerciaux, aéroport pour le trafic national.
- Aqualand Santa Cruz : presque en face de l'aéroport, le plus grand parc aquatique d'Amérique du Sud est ouvert à ceux qui cherchent à calmer la chaleur accablante.
- Complètent d'un point de vue historique : 
  - La cathédrale datant du XVIe siècle ainsi que de nombreuses églises plus métissées. Elles sont visibles un peu partout dans ce qui est appelé le casco viejo (vieille ville). Les trottoirs sont pour la plupart couverts, pour se protéger du soleil et des pluies tropicales.
  - Mercado de los Pozos, un vrai carnaval de couleur et de senteurs…
  - Mercado 7 calles : vous y trouverez des habits à un prix imbattable dans une ambiance mouvementée sur fond de musique.
  - Jardin botanique de Santa Cruz de la Sierra.
- Dans le troisième arrondissement, au nord-ouest, s'est développé un quartier huppé nommé Equipetrol, dominé par l'habitation et les entreprises de loisirs tels discothèques, bars, hôtels. Il rappelle l'essor des hydrocarbures dans le pays. D'autres quartiers résidentiels fermés se développent un peu partout, notamment sur la rive gauche de la rivière qui longe la ville.

## Archevêché
- Archidiocèse de Santa Cruz de la Sierra
- Cathédrale de Santa Cruz de la Sierra

## Personnalités liées
- Gladys Moreno (1933-2005), chanteuse.
- Luis Fernando Camacho (1979-), homme politique.
- Liliana Colanzi (1981-), écrivaine.

## Sources
- Jean-Pierre Lavaud, « Instabilité politique et pouvoir régional : l'émergence de Santa Cruz (1952-1982) », Problèmes d’Amérique latine, 76, 2e trimestre 1985.
- (es + en) Site de l'IIRSA concernant les communications
- Alliance française de Santa Cruz de la Sierra